# Roswitha Beier
Roswitha Beier   (Riesa, 22 de desembre de 1956), de casada Sonntag, és una nedadora alemanya, especialista en papallona, ja retirada, que va competir sota bandera de la República Democràtica Alemanya durant la dècada de 1970.
El 1972 va prendre part en els Jocs Olímpics d'Estiu de Múnic on va disputar dues proves del programa de natació. En ambdues, els 4x100 metres estils i els 100 metres papallona, guanyà la medalla de plata.
En el seu palmarès també destaca una medalla de plata al Campionat del Món de natació de 1973 i un campionat nacional de la RDA en els 100 metres papallona de 1973. Després que no pogués classificar-se per al Campionat d'Europa de natació de 1974 va decidir retirar-se.